# Węgielnik (Piwniczna-Zdrój)
Węgielnik – zalesiony stok, zbocze na terenie Piwnicznej-Zdroju, nad doliną Popradu oraz jego dopływu, potoku Czercz.

## Opis
Na zboczu zorganizowany jest Park Węgielnik – Skałki. Wytyczone są ścieżki spacerowe z udogodnieniami w postaci drewnianych schodów i poręczy oraz ścieżka z łańcuchami o wyższym stopniu trudności. Na szczycie zbocza znajduje się aranżacja historyczna z odtworzonymi okopami z czasów II wojny światowej oraz drewniana wieża widokowa wysokości 4 m. W innej części parku, na wychodni skalnej, znajduje się stalowa platforma widokowa. 
Realizacja założenia współfinansowana była ze środków Unii Europejskiej w ramach Małopolskiego Regionalnego Programu Operacyjnego na lata 2007–2013.

## Galeria

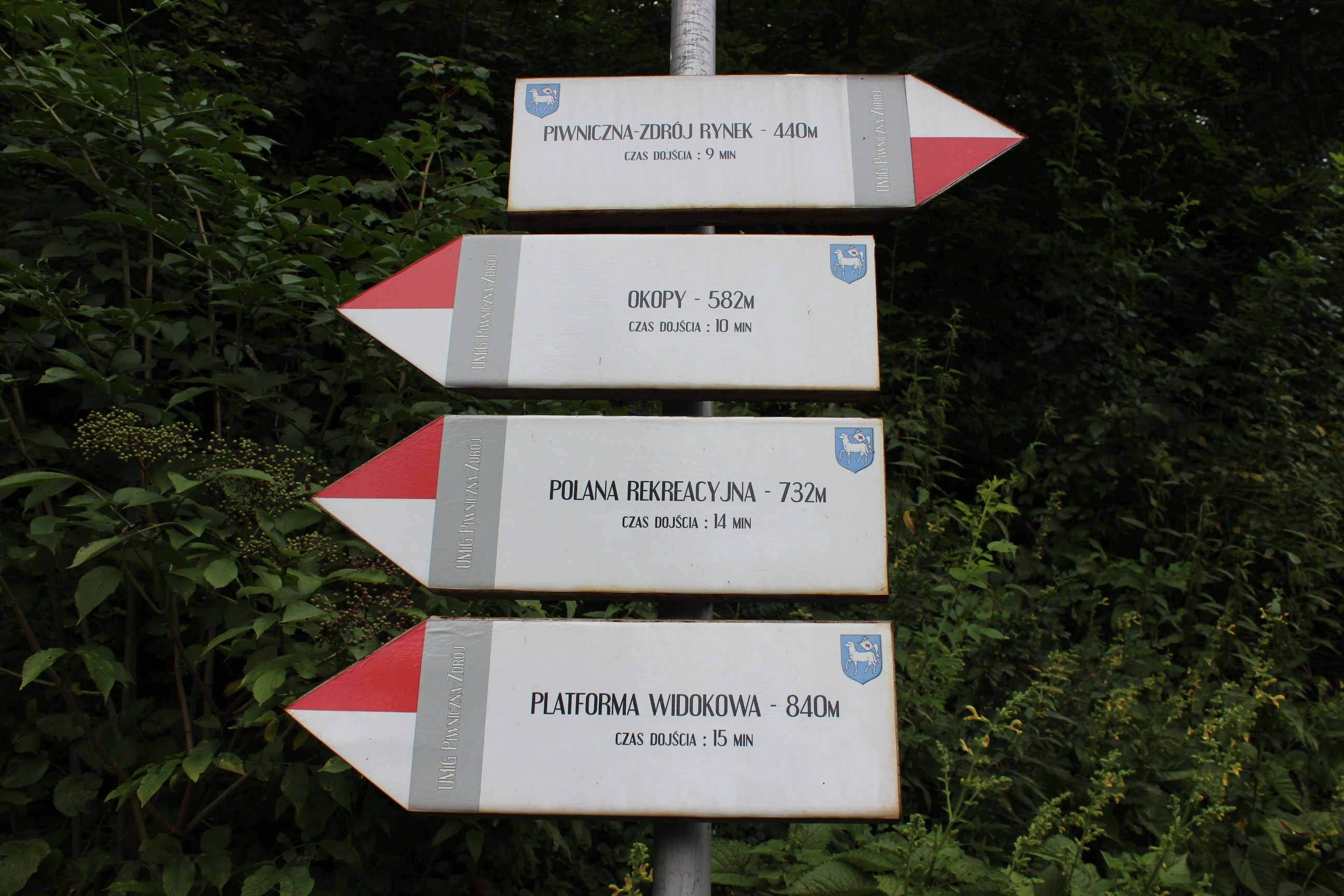
Drogowskazy na terenie parku
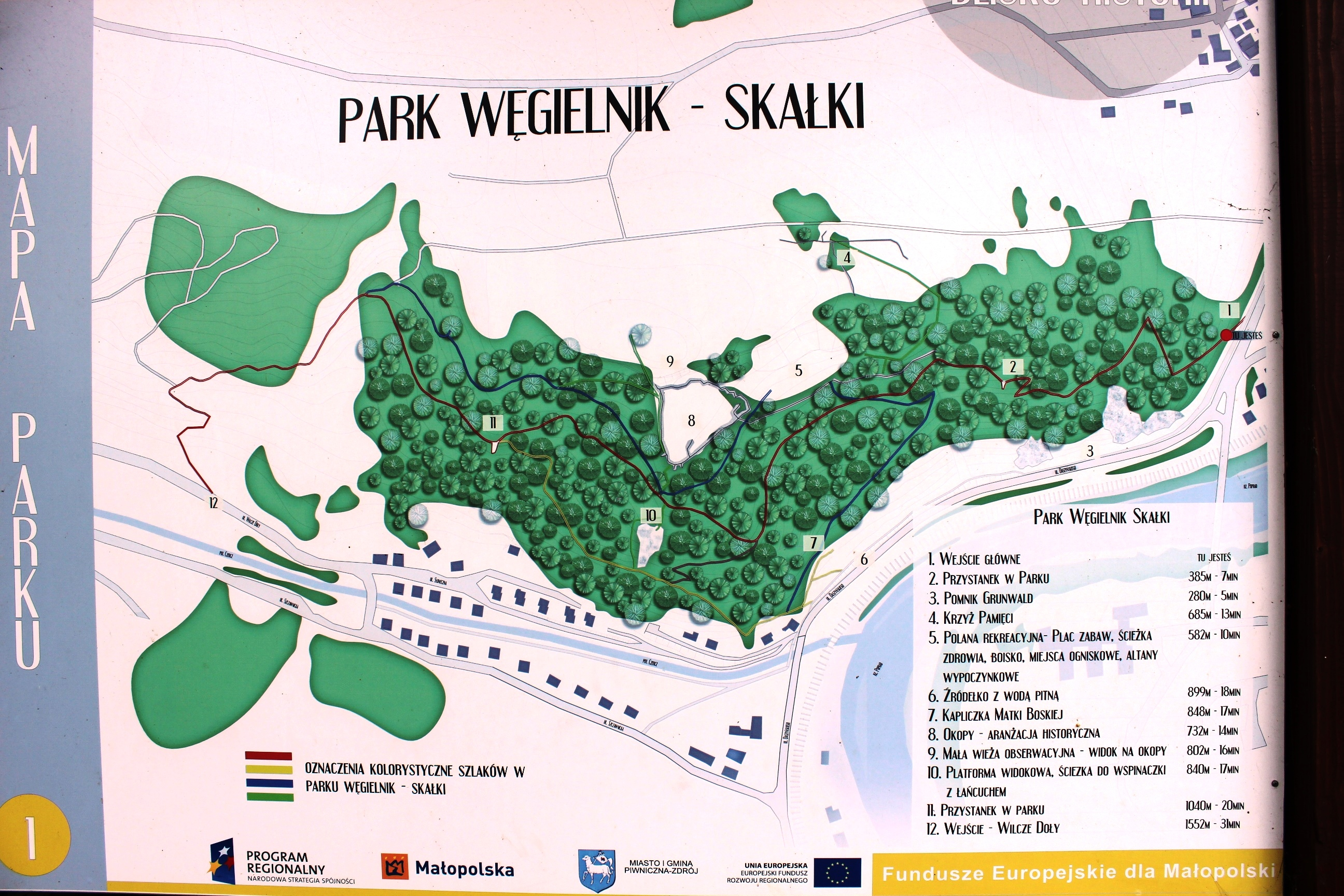
Plan parku
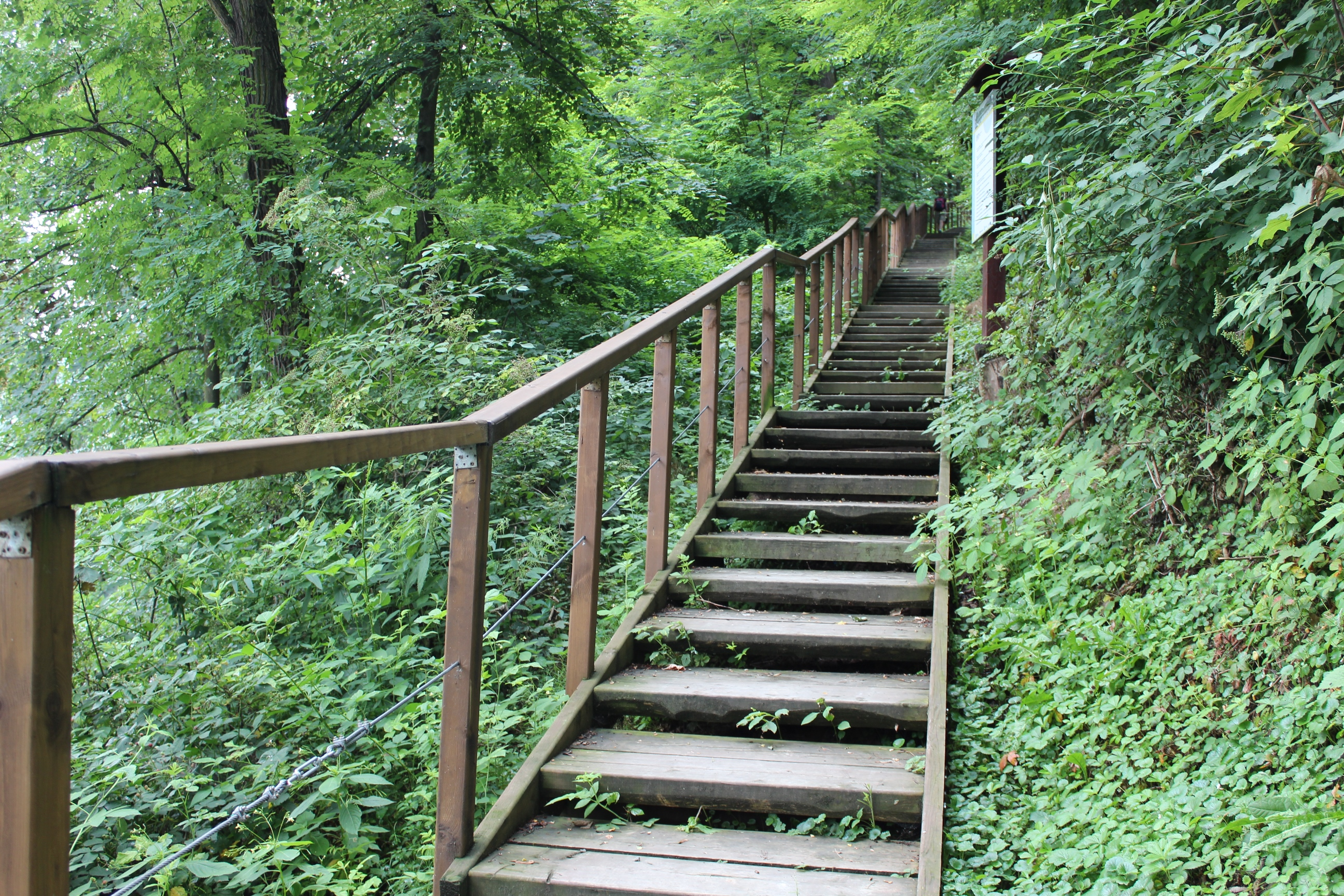
Ścieżka w górę zbocza
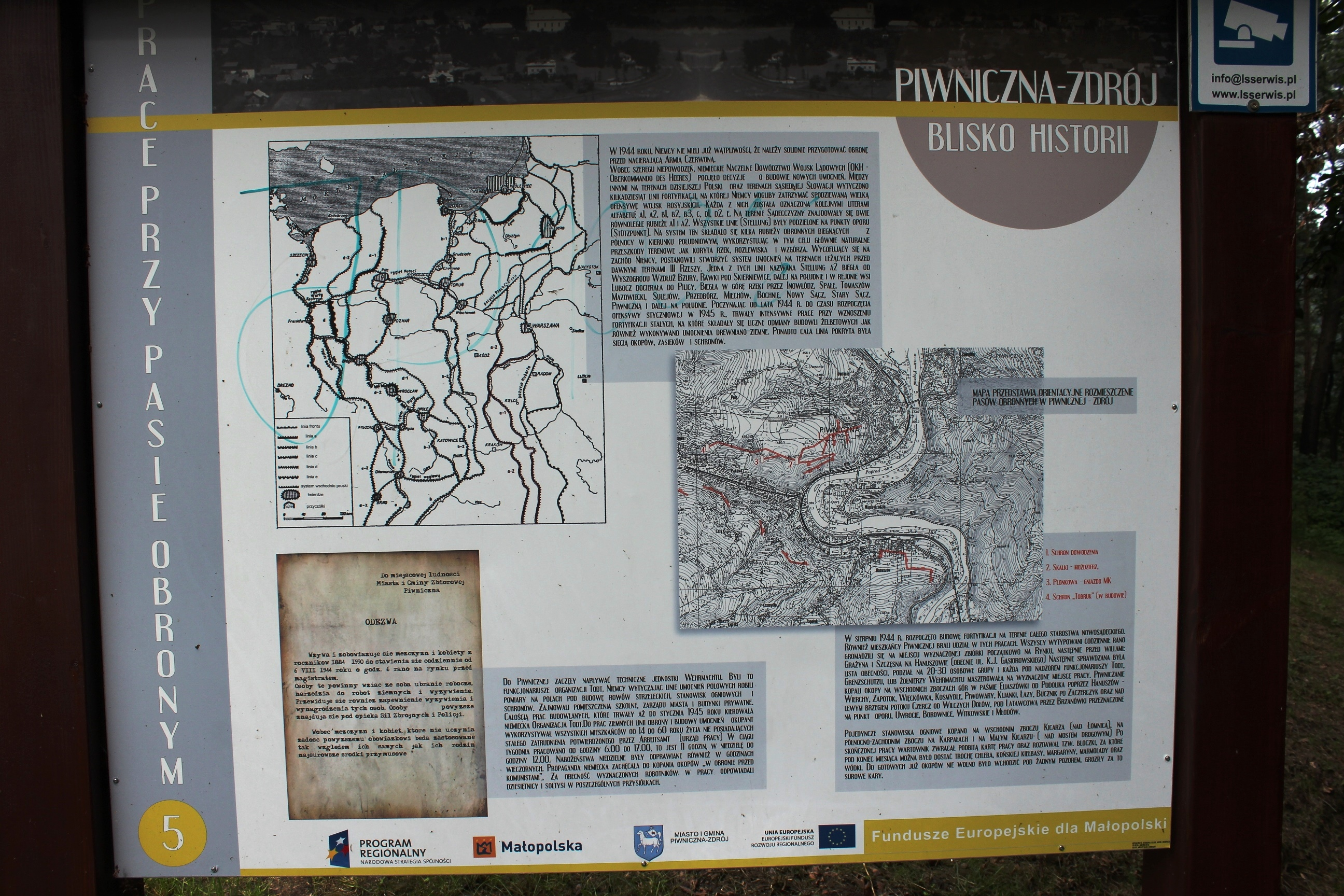
Tablica dotycząca prac przy pasie obrony
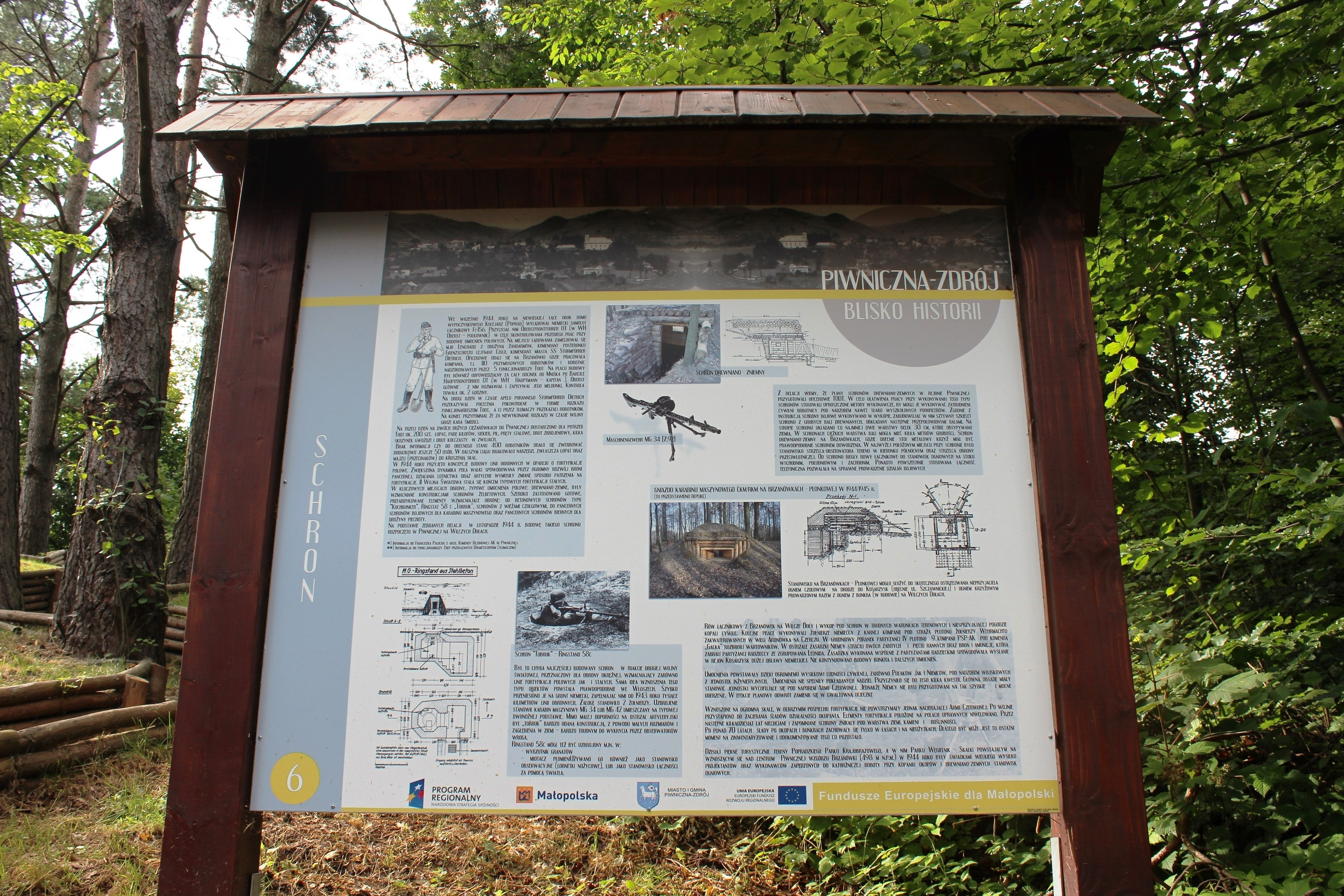
Tablica dotycząca schronu bojowego
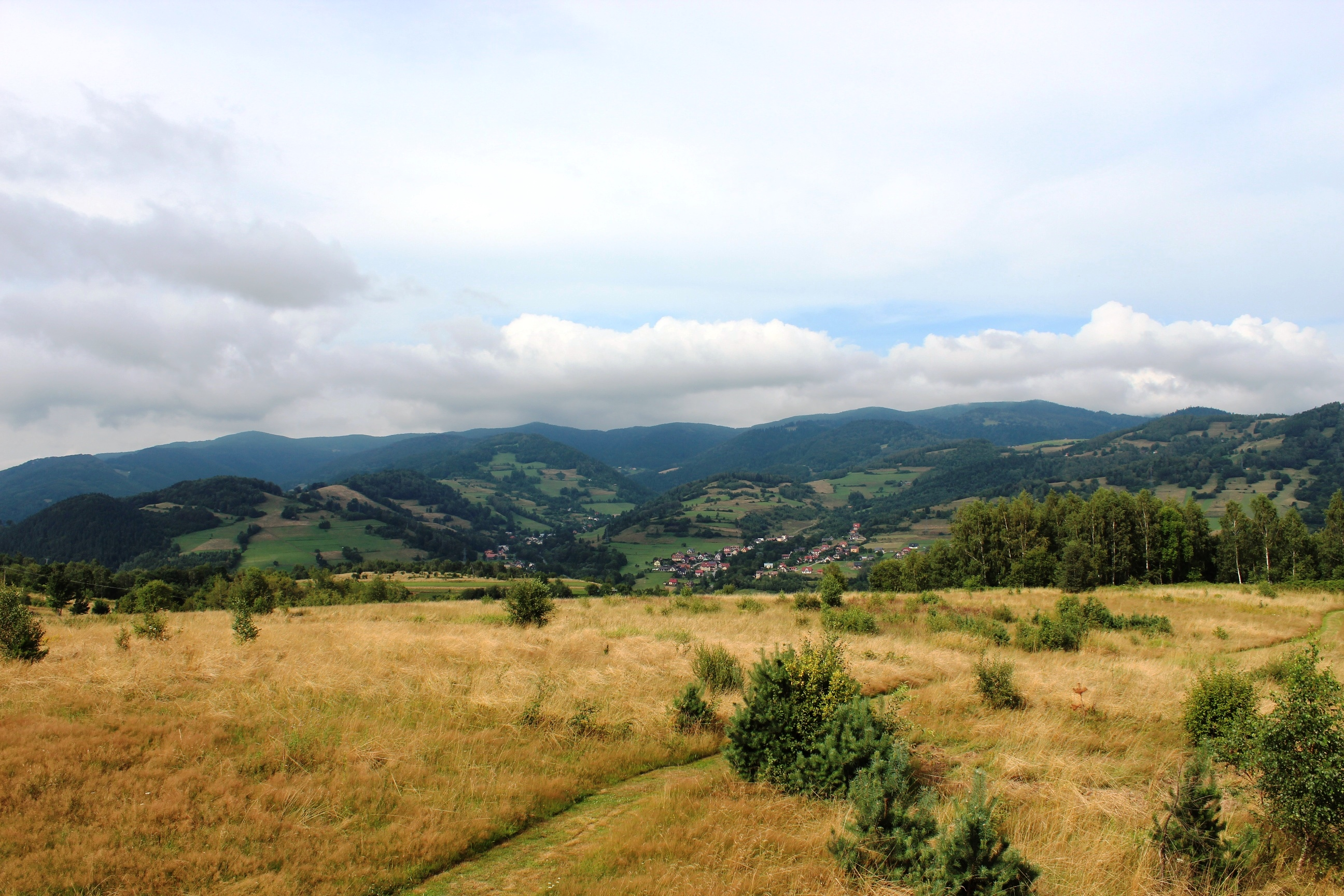
Szczyt zbocza
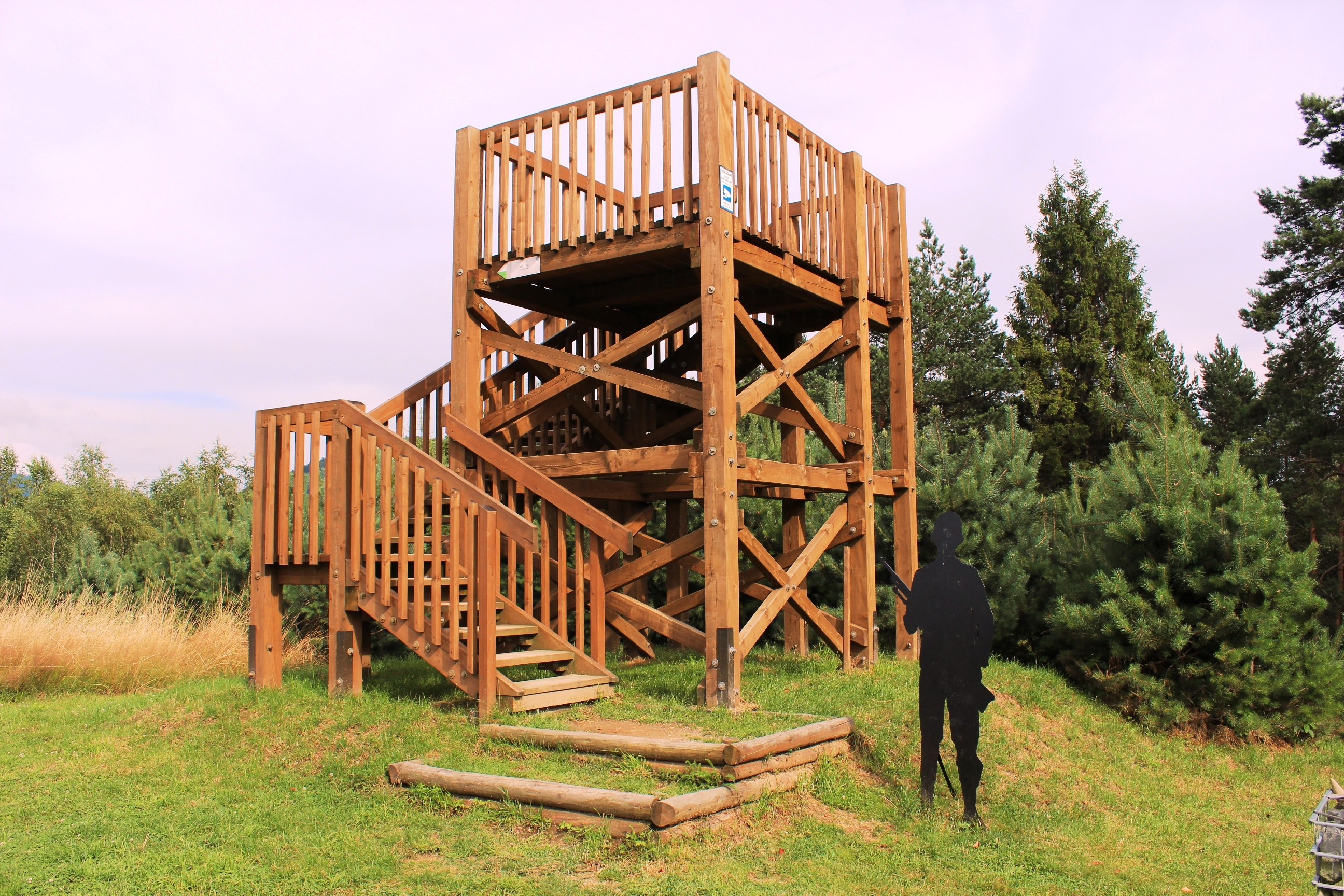
Wieża widokowa
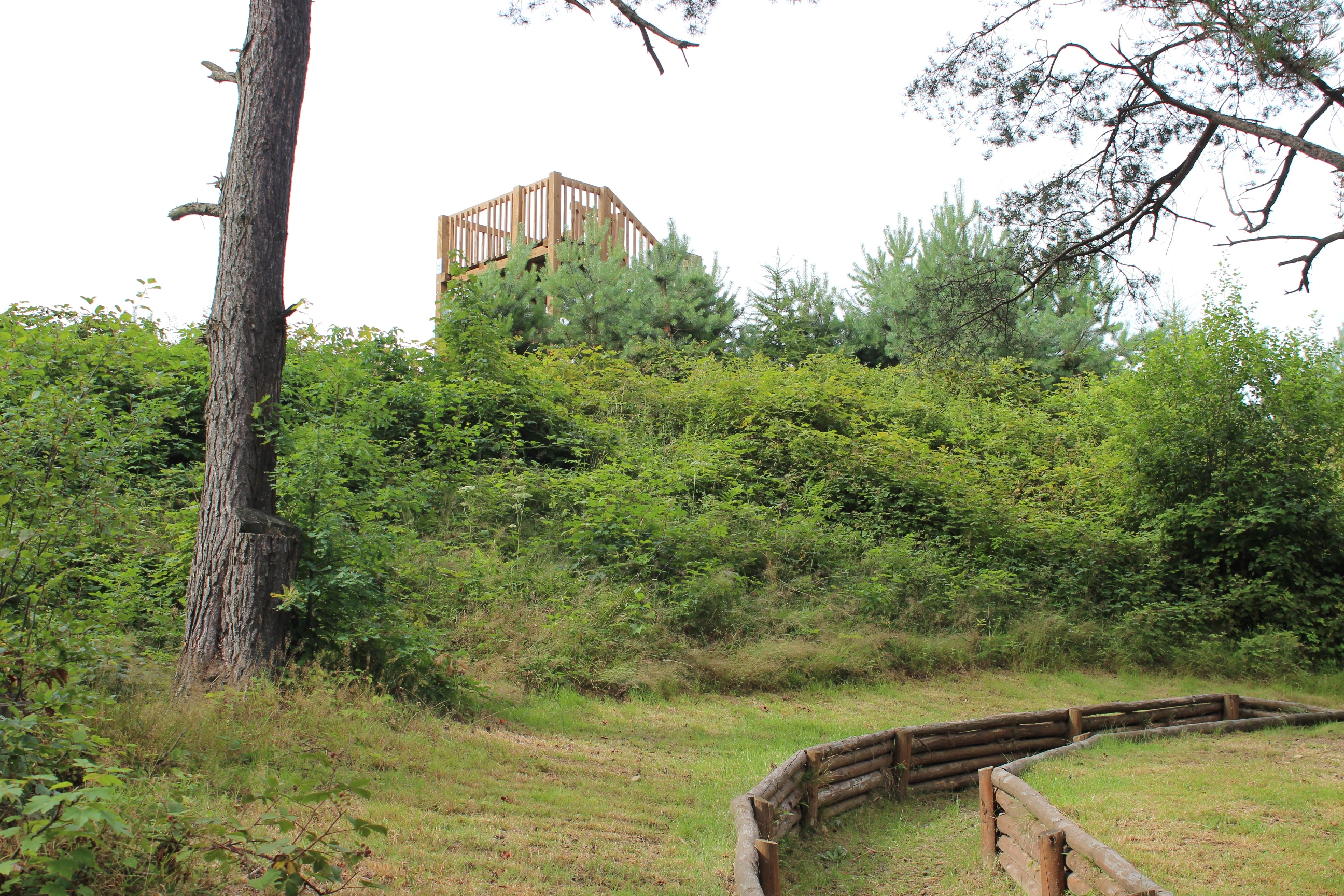
Wieża widokowa i rekonstrukcja okopu
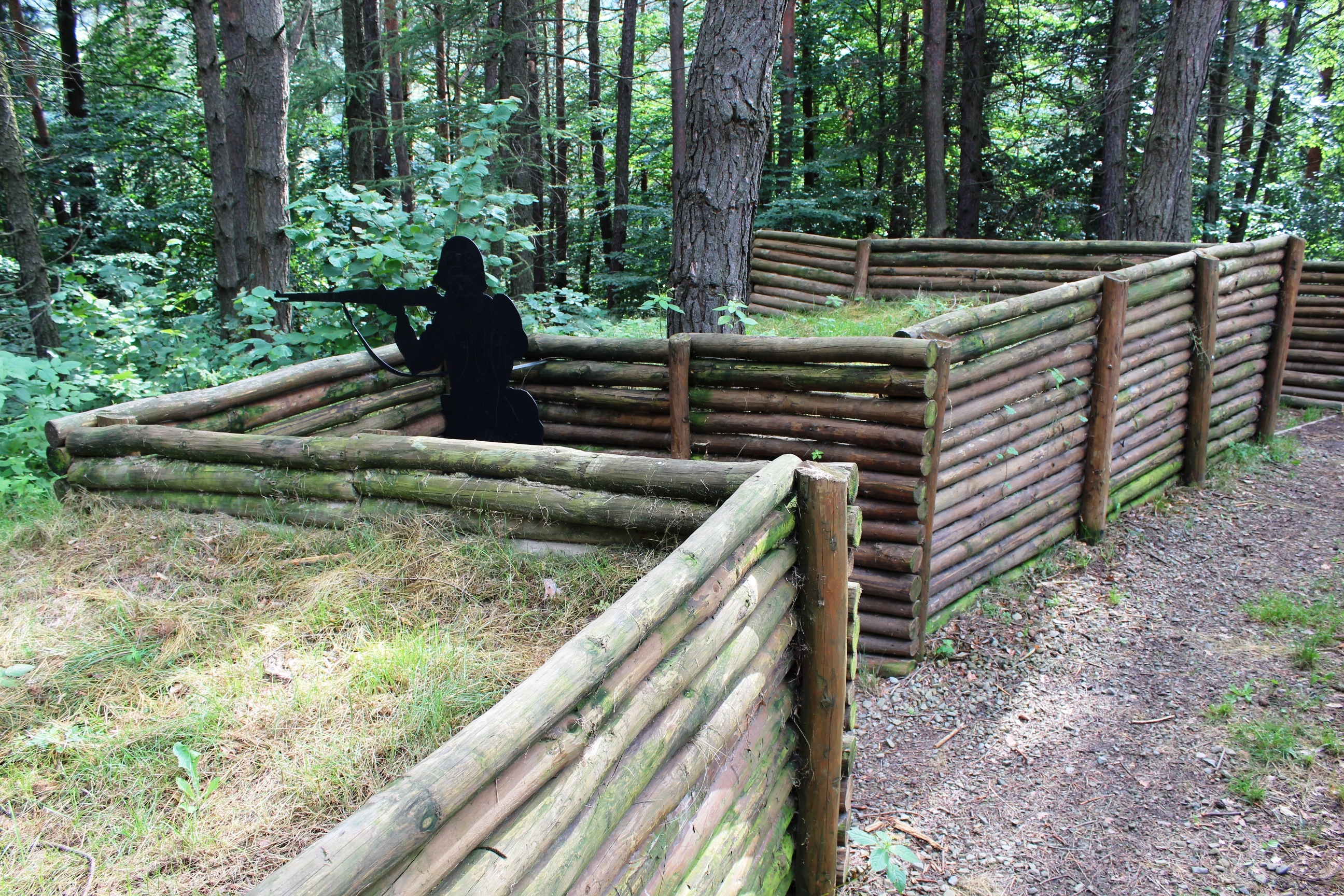
Rekonstrukcja okopu
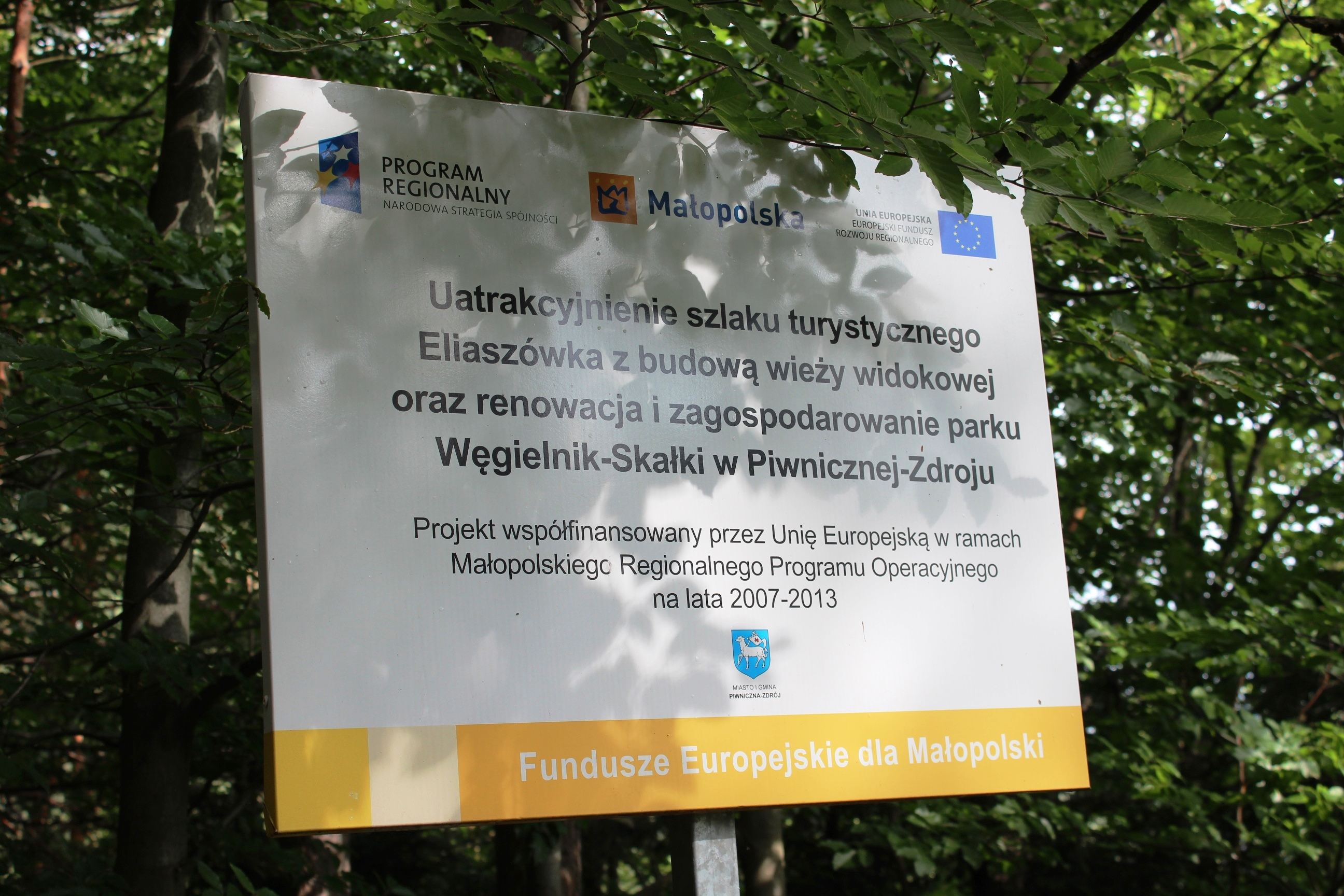
Tablica informacyjna
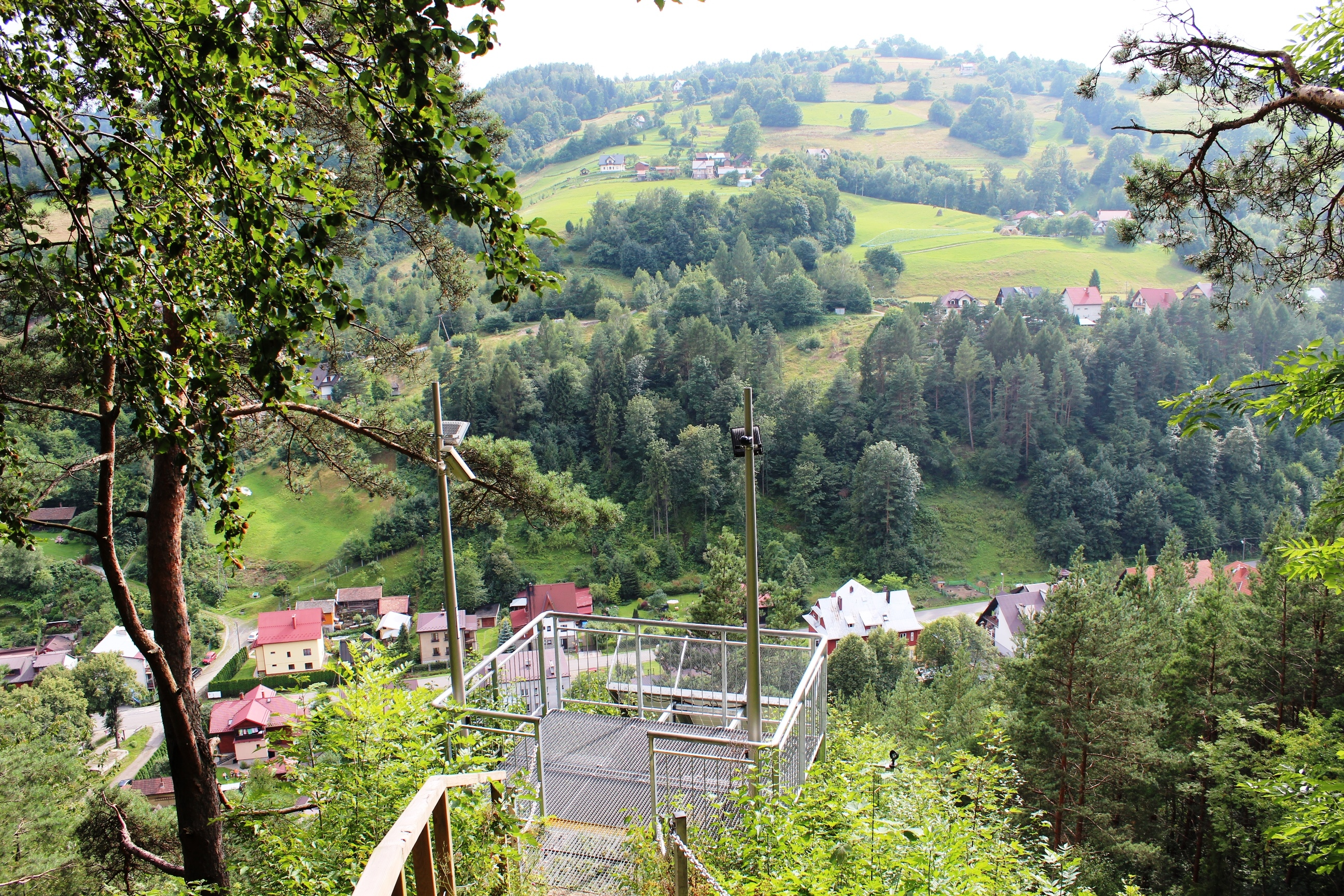
Platforma widokowa
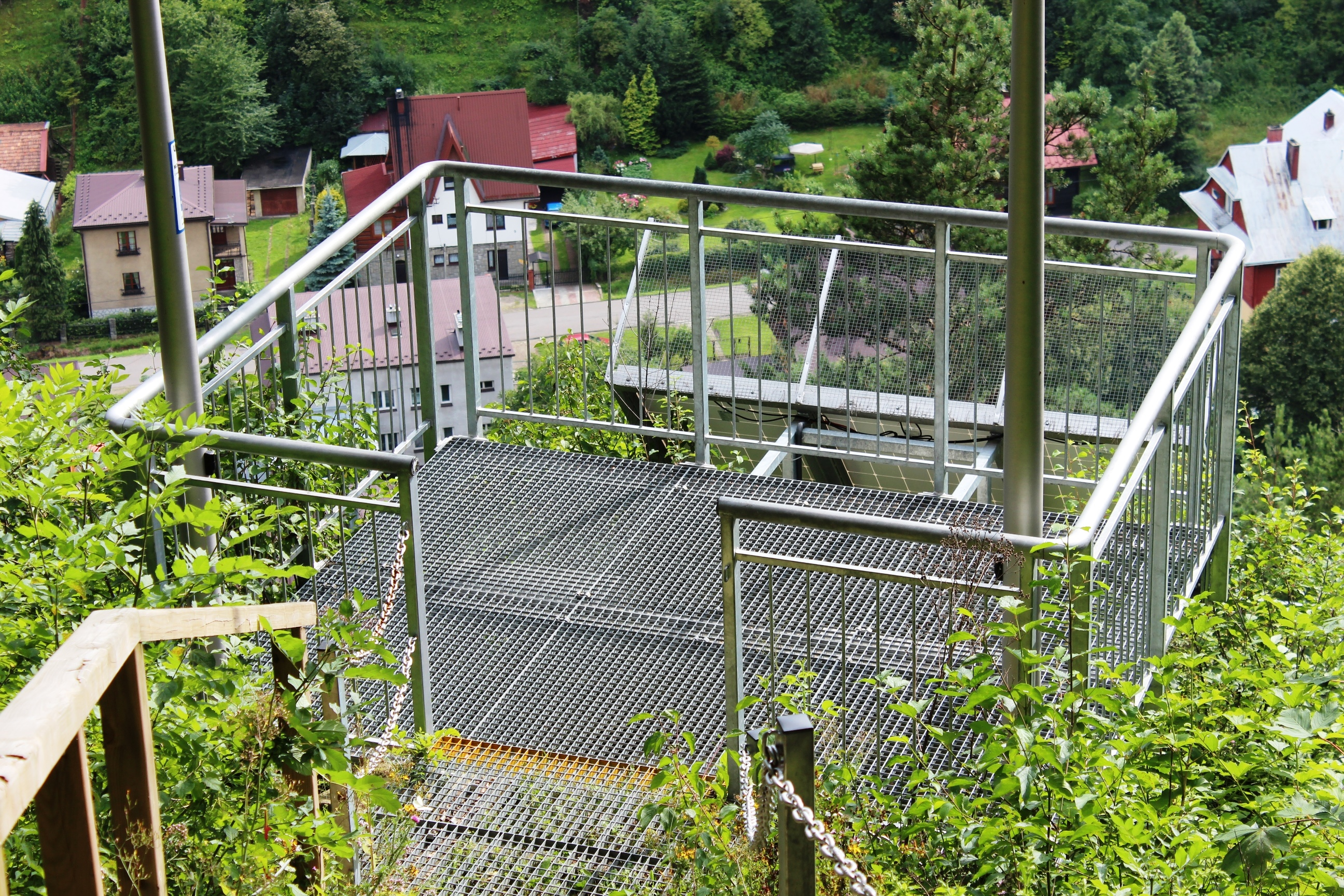
Platforma widokowa
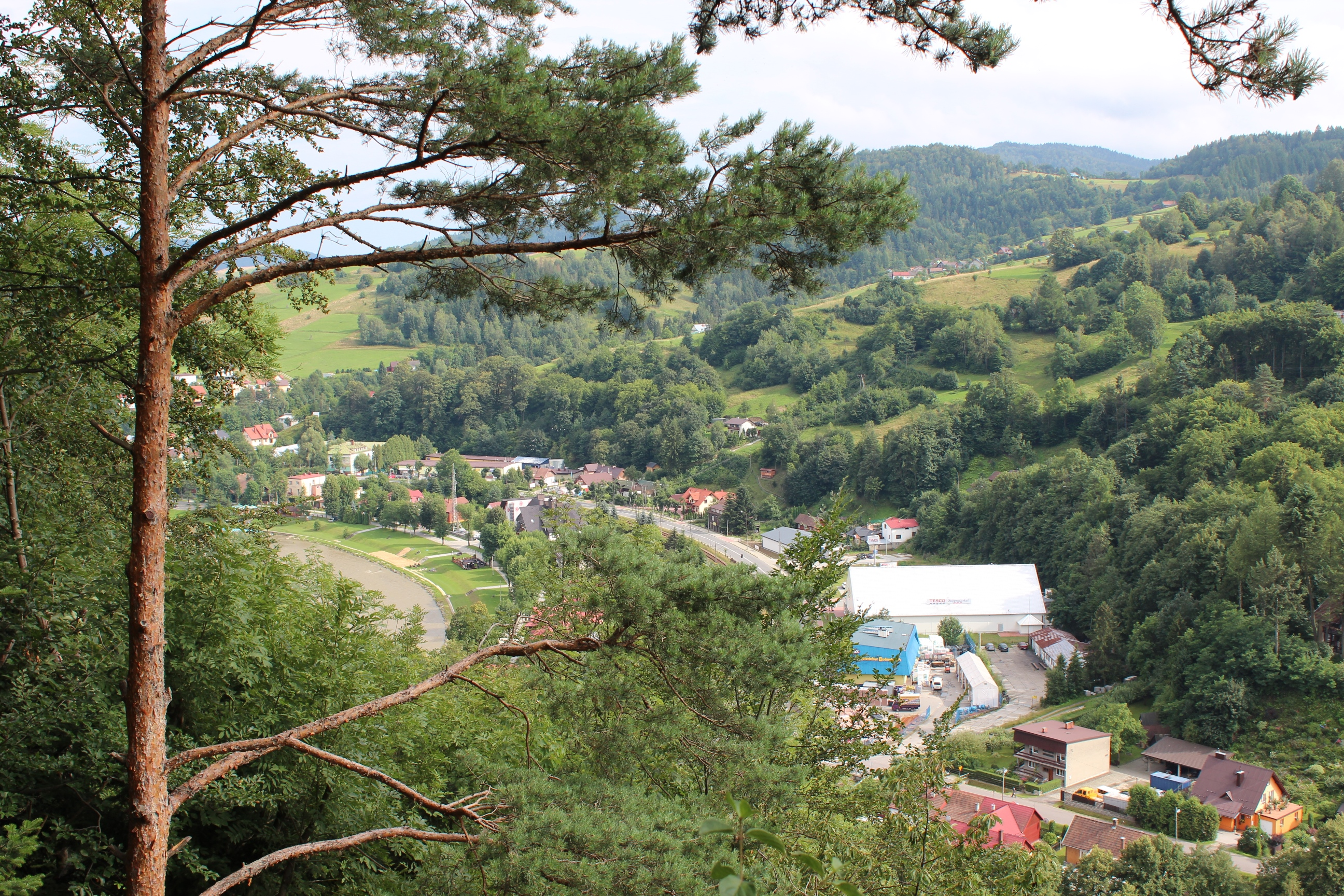
Widok z platformy widokowej w kierunku doliny rzeki Poprad
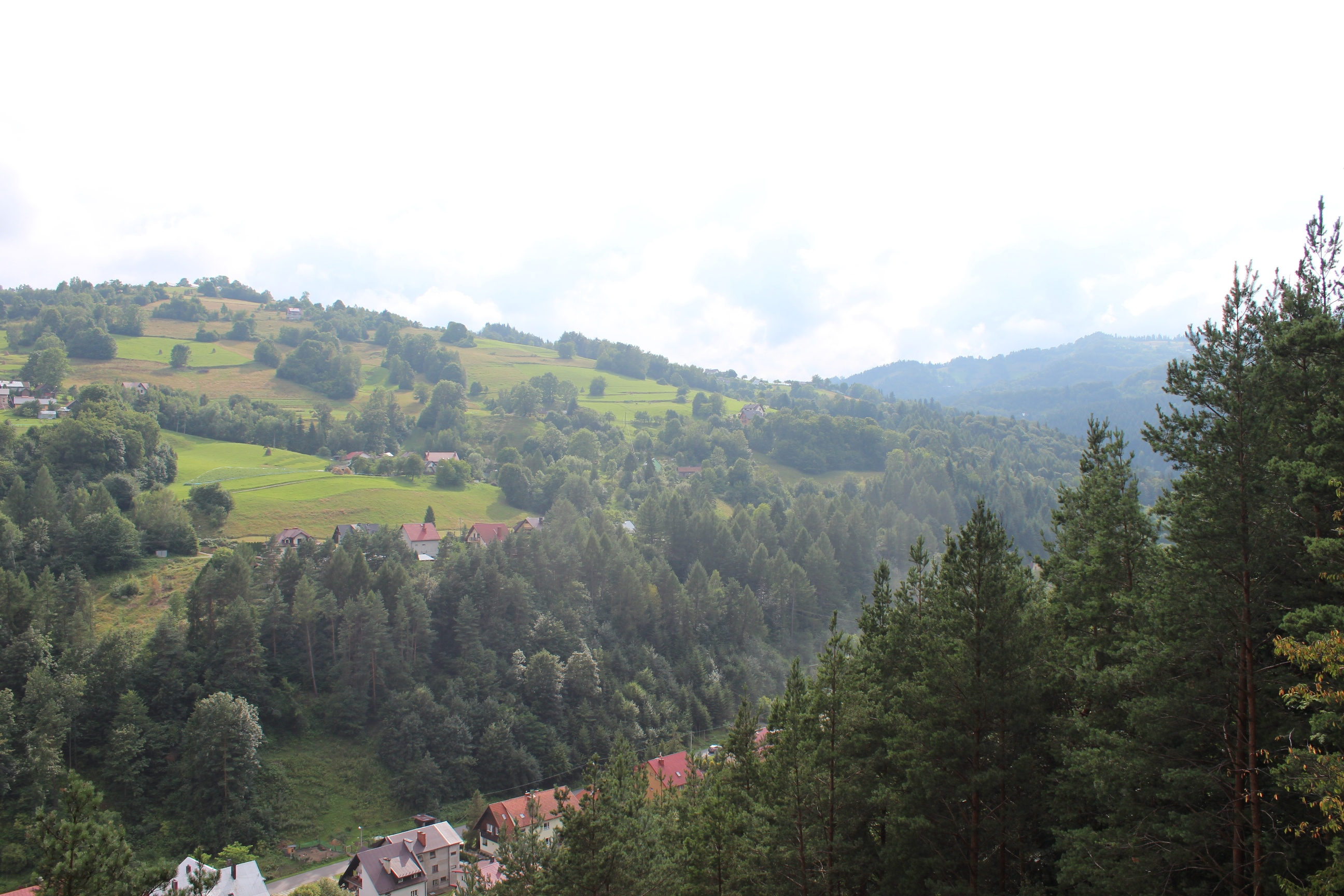
Widok z platformy widokowej w kiedunku doliny potoku Czercz
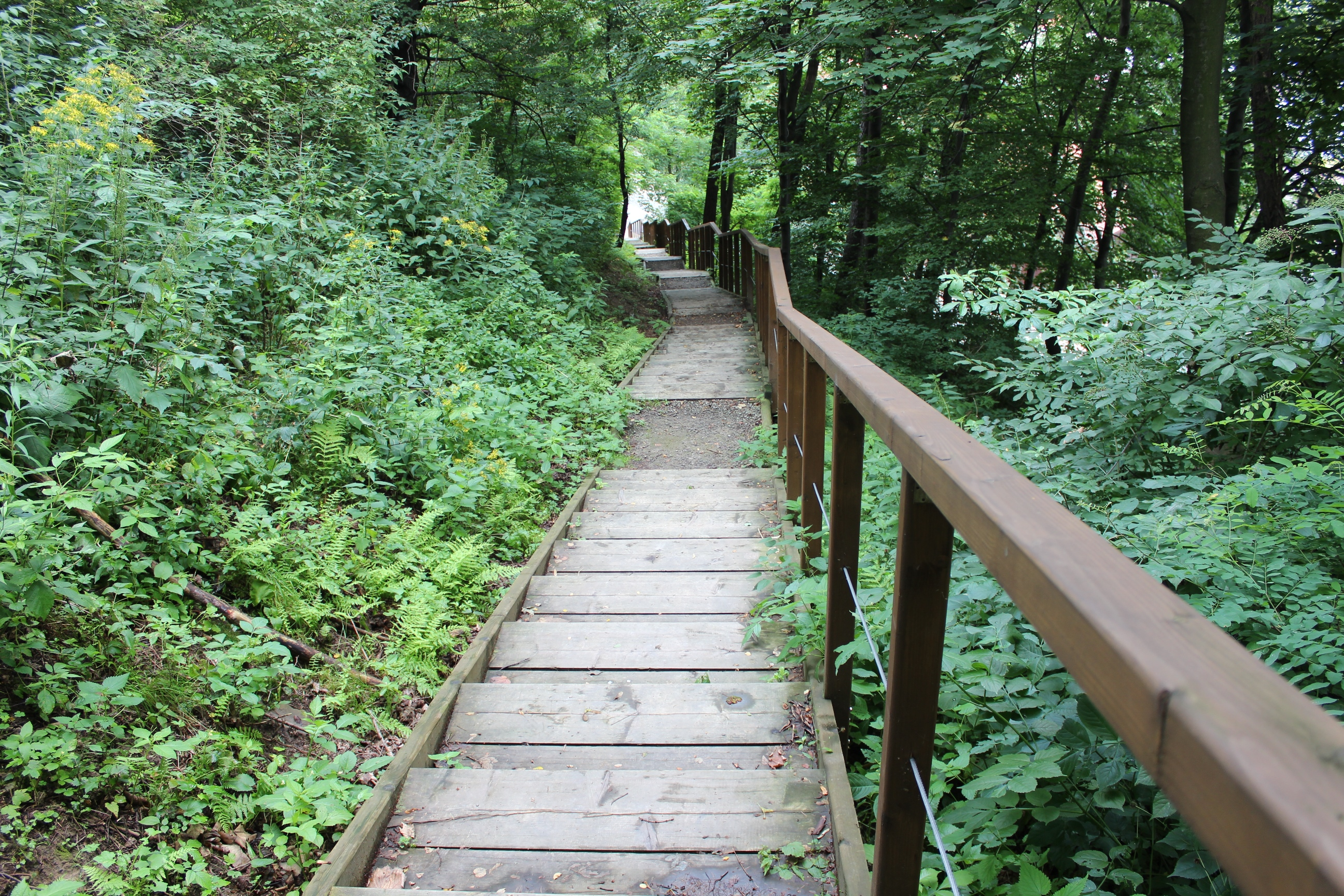
Ścieżka w dół zbocza